# Le Savour
Le Savour, auparavant dénommé Savour Club, est une entreprise de distribution de vins fondée en 1964 à l'initiative de Robert Decamps et P. Coppinger.
« Club » d'achats de vins jouant un rôle de sélectionneur pour ses adhérents, l'entreprise a développé une véritable activité de vente par correspondance sous la direction de ses actionnaires fondateurs. À partir de 1973, elle associe des chefs étoilés tels que Paul Bocuse ou Pierre Troisgros à ses sélections de vins. 
En 2021, l'entreprise — qui adopte le nom « Le Savour »[réf. souhaitée] — se tourne vers la vente exclusive « en ligne ».

## Historique
Robert Descamps fait entrer la Compagnie financière Edmond de Rothschild dans son capital pour accélérer son développement[Quand ?] en 1978. La motivation de la société financière semble alors liée à l'intérêt des Rohthschild pour le monde du vin. 
Dans les années 1980, la PME prospère et ouvre une douzaine de magasins de moyenne surface (400 m2 à 1 500 m2) aux abords des grandes villes. Elle ouvre des filiales en Belgique, en Allemagne et en Suisse.
À la suite d'une spéculation financière ratée, Robert Descamps quitte l'entreprise. Ce départ ouvre une longue période d'instabilité et de changements de caps pour la PME.
Entre 1995 et 1996, La Cie Financière cède progressivement toutes ses participations. Ce sont la Mutuelle d'assurance MAAF ainsi qu'un opérateur de la vente par correspondance - la CAMIF qui reprennent l'entreprise avec respectivement 1/3 et 2/3 du capital. 
La CAMIF s'engage alors elle-même dans un plan de développement visant à prendre le leadership de la VPC en France. Le Savour club est rapidement intégré au pôle alimentaire de ce groupe. En 1999 et 2000, la PME se lance dans un plan de croissance à la demande de son actionnaire principal et son CA atteint plus de 50 millions d'euros en 2000. 
En 2000, la CAMIF se trouve dans une impasse financière. Elle stoppe alors net son plan de développement qui grève lourdement sa trésorerie. Après seulement un an et demi, le Savour Club doit aussi revoir ses objectifs de croissance. Afin de redresser ses finances, la CAMIF s’apprête à se séparer de ses acquisitions les plus récentes. Dans ce contexte, elle cède en 2003 l'intégralité du Savour Club à la MAAF, qui détenait déjà 1/3 du capital depuis plusieurs années. La PME est alors quelque peu fragilisée par les changements de cap stratégique et n’affiche qu’une faible rentabilité.
En 2003, l'objectif affiché par la MAAF avec cette prise de contrôle du Savour Club est d'en faire progresser fortement la rentabilité pour le revendre à moyen terme. Pour cela, elle remplace toute l'équipe dirigeante et nomme à la direction un ancien cadre du groupe La Redoute - Thierry Deffrennes. Celui-ci veut revoir profondément le positionnement de l'enseigne sur le marché car il considère que le business model de l'entreprise fondé sur la vente par catalogue et un réseau de magasins ne peut plus être rentable. Il renonce alors à prospecter de nouveaux clients en vente par correspondance, ce qui provoque rapidement une forte chute du chiffre d'affaires. Parallèlement, Thierry Deffrennes propose aux actionnaires de prendre le risque d'un autre business model, basé sur un concept de magasins de proximité en lien avec de la restauration. Alors que la baisse du chiffre d'affaires provoque un effondrement des résultats malgré le plan d'économies lancé par le dirigeant, la MAAF se sépare de Thierry Deffrennes seulement deux ans après l'avoir recruté.  
La compagnie d'assurance nomme alors des managers de transition pour assurer un intérim avant de constituer une nouvelle équipe dirigeante. Cette fois, ce sont deux cadres issus de la MAAF qui prennent les rênes de la PME : Jean-Claude Seys lui-même, ex. président de la holding Covea (MAAF, MMA, etc.), proche de la retraite, prend la présidence du Savour Club et, l'un de ses lieutenants - Pierre Martin-Glinel – en prend la direction générale avec les pleins pouvoirs. Cette équipe de crise amorce un virage stratégique majeur pour fonder la croissance sur le développement d'un réseau de magasins franchisés et l'implantation sur de nouveaux marchés à l'international. 
Contrairement à ses prédécesseurs, Le nouveau DG - Pierre Martin - dispose de moyens de financement colossaux pour conduire le redressement grâce au soutien inconditionnel de la MAAF. Entre 2006 et 2008, il remplace la plupart des cadres commerciaux. Il met fin à la collaboration historique de la PME avec les chefs étoilés. Il pilote lui-même directement le développement des nouveaux marchés et se rend très régulièrement en Chine. Il y crée ex nihilo une structure en partenariat avec des opérateurs locaux et, fait développer des gammes de vins destinées à ces nouveaux marchés. 
Ce nouveau virage stratégique accompagné d'un renouvellement complet de l'équipe dirigeante déstabilise complètement l'entreprise. Les nouveaux marchés ne fournissent pas le relais de croissance escompté car le DG ne parvient pas à y instaurer un flux d'activité significatif et durable, malgré le temps qu'il y consacre et l'importance des sommes qu'il y engage. Le développement d'un réseau de franchise s'avère être un second échec car le concept n'attire pas les candidats attendus : 1 seul magasin test ouvert à Aix en Provence pour un objectif initial de 30 magasins fixé par Pierre Martin Glinel. Parallèlement, l'entreprise qui a cessé d'investir sur son métier historique de la vente par correspondance voit cette activité décliner rapidement. La PME cumule alors sur plusieurs années des pertes importantes (3,2 millions de perte en 2010) sans entrevoir d'amélioration.
En 2010, la MAAF met fin au mandat du dirigeant issu de ses rangs, dont on annonce le départ en retraite. Elle nomme le secrétaire général en place - Corinne Urraca - au poste de DG pour assurer l'intérim avant de trouver un repreneur à cet actif devenu encombrant.
En 2011, la MAAF trouve dans le groupe Castel le repreneur attendu en conditionnant la vente de différentes participations majoritaires qu'elle détient dans de prestigieux « châteaux » du bordelais à celle du Savour Club.
Le groupe repreneur, propriétaire des magasins Nicolas, réorganise de l'entreprise pour en réduire les pertes et rapatrie les fonctions centrales sur le siège francilien de Nicolas. Entre 2012 et 2016, 8 magasins sur 12 sont fermés, l'activité de vente par correspondance et l'édition de « La Revue du Savour Club », petit catalogue comprenant das articles sur le monde du vin sont abandonnés.
En 2016, il ne subsiste plus de l'entreprise que 4 magasins - « Les Chais du Savour Club » et un site internet minimaliste qui vient en support pour soutenir leurs ventes.
En 2021, l'entreprise — qui adopte le nom « Le Savour » — se tourne vers la vente exclusive « en ligne ».

## Changement de dénomination
En 2021, Savour Club devient Le Savour, « boutique en ligne de vins & spiritueux ». Les ventes se font exclusivement sur le site internet. Le nouveau site internet présente une nouvelle identité graphique[réf. souhaitée].

## Activité, rentabilité
|                                        | 2014  | 2015  | 2016  | 2017 | 2018 |
| -------------------------------------- | ----- | ----- | ----- | ---- | ---- |
| Chiffre d'affaires en milliers d'euros | 2 308 | 1 232 | 875   | 572  | 603  |
| Résultat net en milliers d'euros       | +450  | -954  | +1612 | -241 | -473 |